# Iowa Park
La ville d’Iowa Park est située dans le comté de Wichita, dans l’État du Texas, aux États-Unis. Sa population s’élevait à 6 355 habitants lors du recensement de 2010, estimée à 6 363 habitants en 2016.

## Source
- (en) Cet article est partiellement ou en totalité issu de l’article de Wikipédia en anglais intitulé « Iowa Park, Texas » (voir la liste des auteurs).